# 9468 Brewer
9468 Brewer este un asteroid din centura principală de asteroizi.

## Descriere
9468 Brewer este un asteroid din centura principală de asteroizi. A fost descoperit pe 1 iunie 1998 la Observatorul La Silla de Eric Walter Elst. El prezintă o orbită caracterizată de o semiaxă mare de 2,32 ua, o excentricitate de 0,14 și o înclinație de 10,0° în raport cu ecliptica.